# Aphthona taniae
Aphthona taniae – gatunek chrząszcza z rodziny stonkowatych.
Gatunek ten opisany został w 2006 roku przez Aleksandra S. Konstantinowa w ramach rewizji grupy gatunków A. gracilis.
Chrząszcz o ciele długości od 1,72 do 2,37 mm i szerokości od 0,94 do 1,29 mm, ubarwiony ciemnobrązowo do czarnego. Odnóża i czułki bursztynowobrązowe, te pierwsze z brązowymi udami tylnej pary, te drugie z członami od szóstego wzwyż coraz ciemniejszymi. Przedplecze w widoku bocznym wypukłe, z przodu węższe niż u nasady. Pokrywy z nieregularnymi rzędami punktów na dysku i dobrze rozwiniętymi guzami barkowymi. Dystalna część edeagusa węższa niż nasadowa, w widoku brzusznym podługowata i o prostych bokach; jej wierzchołek wyposażony w dobrze rozwinięty ząbek. W widoku bocznym edeagus silnie zakrzywiony dobrzusznie. Samica ma zbiorniczek spermateki najszerszy blisko "pompki", a tylną sklerotyzację głaszczka waginalnego znacznie dłuższą niż przednia. Część dystalna owego głaszczka jest pośrodku sinusoidalna. 
Owad znany z Kazachstanu, Kirgistanu, Uzbekistanu i Afganistanu. Żeruje na roślinach z rodzaju Chondrilla.